# FC Villefranche Beaujolais
Football Club Villefranche Beaujolais – francuski klub piłkarski z siedzibą w Villefranche-sur-Saône.

## Historia
Klub został założony w 1927. W swojej historii spędził jeden sezon na poziomie drugiej ligi (w edycji 1983/1984). W latach 1953–1987 rozegrał też 20 sezonów w trzeciej lidze. Następnie występował w niższych klasach rozgrywkowych, a w 2018 powrócił do trzeciej ligi.

### Historia występów w drugiej i trzeciej lidze
| Sezon   | Poziom | Liga       | Grupa   | Miejsce      |
| ------- | ------ | ---------- | ------- | ------------ |
| 1953/54 | III    | CFA        | Sud-Est |              |
| 1954/55 | III    | CFA        | Sud-Est |              |
| 1955/56 | III    | CFA        | Sud-Est |              |
| 1956/57 | III    | CFA        | Sud-Est |              |
| 1957/58 | III    | CFA        | Sud-Est | spadek       |
| 1966/67 | III    | CFA        | Sud-Est |              |
| 1967/68 | III    | CFA        | Sud-Est |              |
| 1968/69 | III    | CFA        | Centre  | spadek       |
| 1970/71 | III    | Division 3 | Sud-Est |              |
| 1971/72 | III    | Division 3 | Sud-Est |              |
| 1972/73 | III    | Division 3 | Centre  |              |
| 1973/74 | III    | Division 3 | Centre  |              |
| 1974/75 | III    | Division 3 | Centre  |              |
| 1975/76 | III    | Division 3 | Centre  | spadek       |
| 1980/81 | III    | Division 3 | Centre  |              |
| 1981/82 | III    | Division 3 | Centre  |              |
| 1982/83 | III    | Division 3 | Centre  | awans        |
| 1983/84 | II     | Division 2 | A       | 19. (spadek) |
| 1984/85 | III    | Division 3 | Sud     |              |
| 1985/86 | III    | Division 3 | Centre  |              |
| 1986/87 | III    | Division 3 | Centre  | spadek       |
| 2018/19 | III    | National   | –       | 12.          |
| 2019/20 | III    | National   | –       | 7.           |
| 2020/21 | III    | National   | –       | 3.           |
| 2021/22 | III    | National   | –       | 3.           |
| 2022/23 | III    | National   | –       | 6.           |
| 2023/24 | III    | National   | –       |              |

## Reprezentanci kraju grający w klubie
stan na listopad 2023
|  | - Fathi Chebel - Kamar Cherrad - Daniel Gbaguidi - Phillipe Iziack - Yohan Roche - Désiré Segbé Azankpo - Kadar Hassan - Yves Chauveau - Daniel Ravier - Sidney Obissa - Malcom Bokélé - Oumar Gonzalez |  | - Ali M’Madi - Joël Kitenge - Dimitry Caloin - Hassan Kachloul - Audrick Linord - Antoine Jean-Baptiste - Brighton Labeau - António Aparício - Wilson Grosset - Romuald Lacazette - Mamadou N’Diaye |